# محمد عادل خان
محمد عادل خان (أو عادل خان فقط) (توفي في 10 أكتوبر 2020)، كان عالمًا باكستانيًا مسلمًا سنيًا شغل منصب رئيس الجامعة الفاروقية. كان يُنظر إليه على أنه من أشد العلماء المسلمين تأثيرًا في باكستان. اغتاله مسلحون مجهولون بالقرب من مركز تجاري في شاه فيصل بكراتشي في 10 أكتوبر 2020.
والده هو سليم الله خان، تخرج من الجامعة الفاروقية وجامعة كراتشي ودرّس في الجامعة الإسلامية العالمية بماليزيا لمدة ثماني سنوات من 2010 إلى 2018. تخرج في درس نظامي من الجامعة الفارقية عام 1973، حصل على بكالوريوس في العلوم الإنسانية عام 1976، وماجستير في اللغة العربية عام 1978، ودكتوراه في الثقافة الإسلامية عام 1992 من جامعة كراتشي. أنشأ خان مركزًا إسلاميًا للأطفال في لودي بكاليفورنيا. أُلقي القبض عليه وابنه المراهق وحُقق معهما من قبل السلطات الأمريكية ورُحِّلا في عام 2005. وبحسب إذاعة فويس أوف أمريكا، «حُقِّق معهما فيما يتعلق بنشاط إرهابي محتمل ووافقوا على الترحيل مقابل إسقاط الحكومة التهم بأنهم زوروا أنفسهم عند دخولهم البلاد».

## الجوائز
- حصل خان على جائزة تصنيف الخمس نجوم من ماليزيا للتعليم العالي في عام 2018.[3]